# Франсиско III Фернандес де ла Куэва
Франциско III Фернандес де ла Куэва и Куэва (исп. Francisco III Fernández de la Cueva y de la Cueva; 1575, Куэльяр — 18 июля 1637, Мадрид) — испанский аристократ и гранд, крупный военный и государственный деятель, дипломат, 7-й герцог Альбуркерке (1612—1637), вице-король Каталонии (1615—1619) и Сицилии (1627—1632), а также президент верховных советов Италии и Арагона.

## Биография
Родился в замке Куэльяр. Старший сын Бельтрана III де ла Куэва и Кастилья, 6-го герцога Альбуркерке (1551—1612), и его первой супруги, Изабель де Куэва и Кордоба. Был крещен в церкви Сан-Мартин 28 апреля 1575 года.
13 марта 1612 года после смерти своего отца Бельтрана III де ла Куэва и Кастилья, 6-го герцога де Альбуркерке, Франсико унаследовал титулы 7-го герцога де Альбуркерке, 4-го маркиза де Куэльяр, 7-го графа де Уэльма и де Ледесма, 7-го сеньора де Момбельтран, Педро-Бернардо, Ла-Кодосера и др.
В 1615 году Франсиско де ла Куэва и Куэва был назначен королем Испании Филиппом III вице-королем Каталонии. Эту должность он занимал до 1619 года, когда его сменил Фернандо Афан де Рибера и Тельес-Хирон, 3-й герцог Алькала-де-лос-Гасулес (1583—1637). На должности вице-короля Каталонии Франсиско де ла Куэва, нарушая местную конституцию, успешно боролся с бандитизмом в княжестве, пока не уничтожил его. Он снес несколько крепостей сельского дворянства, в которых нашли убежище бандитские шайки. Его репрессивные меры получили молчаливую поддержку городской знати, главным образом, элиты Барселоны, поскольку рост бандитизма стал явно подрывным элементом коммерческой деятельности княжества.
В 1627 году Франсиско де ла Куэва был назначен королем Испании Филиппом IV вице-королем Сицилии. Во время своего пребывания в этой должности он приказал, чтобы статуи королей Испании Карлоса I и Филиппа IV, которые там хранились, были отлиты из бронзы. Занимал эту должность до 1632 года, когда его сменил Фернандо Афан де Рибера и Тельес-Хирон, 3-й герцог Алькала-де-лос-Гасулес.
7-й герцог де Альбуркерке был членом государственного и военного советов Испании при короле Филиппе IV, служил послом при папском дворе в Риме, а также являлся президентом верховного совета Италии и Арагона.
Испанский хронист Хосе Антонио Альварес Баэна в своем прославленном мужском каталоге называет его одним из величайших великих людей своего времени, а испанский драматург и поэт Лопе де Вега также хвалит его в поэме «Лавр Аполлона».
Франсиско Фернандес де ла Куэва, 7-й герцог де Альбуркерке, скончался в Мадриде на 18 июля 1637 года.

## Браки и потомство
Франсиско Фернандес де ла Куэва был трижды женат и имел десять детей. 23 августа 1598 года он женился первым браком на Антонии де Толедо и Бомонт, сестре Антонио Альвареса де Толедо, 5-го герцога де Альба. Первый брак был бездетным.
Во второй раз герцог де Альбуркерке женился на Анне Марии де Падилья Манрике и Акунья, дочери Мартина де Падилья и Манрике (1540—1602), первого графа де Санта-Гадеа (1587—1602). Во втором браке у него родился один сын:
- Бельтран IV де ла Куэва и Падилья, 5-й маркиз де Куэльяр (1602—1617), который умер в Барселоне в 15 лет.

Третьей женой Франсиско де ла Куэва, герцога Альбуркерке, стала Анна Энрикес де Кабрера и Колонна, дочь Луиса Энрикеса де Кабрера и Мендоса, 4-го герцога Медина-де-Риосеко, 8-го адмирала Кастилии (? — 1600), и Виктории Колонны (1558—1637), дочери великого констебля Неаполя Маркантонио Колонны. Дети от третьего брака:
- Франсиско IV Фернандес де ла Куэва и Энрикес де Кабрера, 8-й герцог де Альбуркерке (1619—1676), преемник отца
- Гаспар де ла Куэва и Энрикес де Кабрера, генерал артиллерии армии провинции Эстремадура в войне против Португалии
- Мельхиор Фернандес де ла Куэва и Энрикес де Кабрера (1625—1686), 9-й герцог Альбуркерке с 1676 года
- Бальтасар де ла Куэва и Энрикес (1627—1686), 20-й вице-король Перу (1674—1678), женат на Терезе Ариас де Сааведра-и-Энрикес, 7-й графине Кастельяр и 4-й маркизе де Малагон
- Хосе де ла Куэва и Энрикес, священник
- Изабель де ла Куэва и Энрикес, 1-й муж с 1633 года Хорхе Манрике де Лара, 4-й герцог Македа и 6-й герцог Нахера (1584—1644), 2-й муж с 1645 года Педро Нуньо Колонна Португал и Кастро , 6-й герцог Верагуа (1628—1673), вице-король Новой Испании в 1673 году
- Анна де ла Куева и Энрикес (1622—1650), муж с 1634 года Хуан Энрикес де Борха и Альманса, 8-й маркиз де Альканьис, 2-й маркиз Сантьяго-де-Оропеса (1619—1675)
- Мария де ла Куэва и Энрикес, умершая в детстве
- Виктория де ла Куева и Энрикес, умершая в детстве.